# 斐濟小頜海龍
斐濟小頜海龍（学名：Micrognathus natans），為輻鰭魚綱棘背魚目海龍魚科的其中一種，分布於中西太平洋區，包括印尼、菲律賓、澳洲、新喀里多尼亞及斐濟海域，體長可達6公分，棲息在珊瑚礁及潮池，卵胎生。